# Pont Libertador General San Martín
Le pont Libertador General San Martín (en espagnol : Puente Libertador General San Martín) est un pont routier international qui, enjambant le fleuve Uruguay, rejoint l'Argentine et l'Uruguay.
Il s'étend entre Puerto Unzué, avant-port de Gualeguaychú, ville de la  province d'Entre Ríos en Argentine, et Fray Bentos, port fluvial en eau profonde du département de Río Negro en Uruguay, sur une longueur totale de 5 366 mètres dont 4 220 mètres dans la partie argentine et  1 146 mètres  en territoire uruguayen.
C'est le deuxième pont fluvial le plus long de l'Amérique du Sud après le pont du Général-Rafael-Urdaneta au Venezuela long de 8 678 mètres.

## Données d'ensemble
Les études pour la construction d'un pont sur le fleuve Uruguay ont été lancées en 1960 par une commission mixte, qui a décidé que le meilleur endroit serait entre Puerto Unzué, avant-port fluvial de Gualeguaychú, et Fray Bentos.
En 1967, les deux pays ont signé un accord ratifiant l'emplacement, et en 1972 le contrat de construction a été attribué au Consortium International Bridge (en espagnol : Consorcio Puente Internacional), fixant le coût à 21,7 millions de dollars, puis ajusté à la hausse.

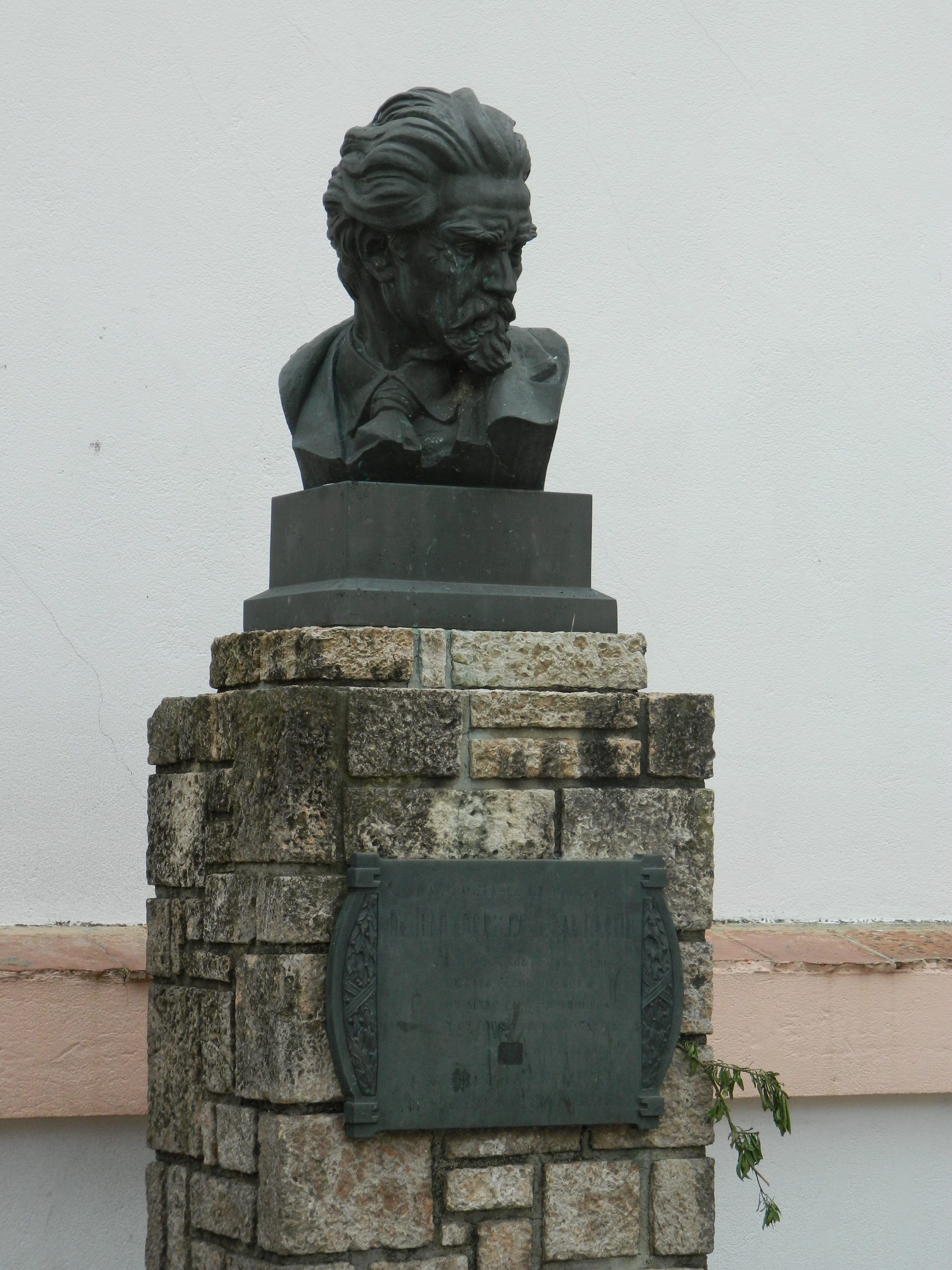
Le buste de Juan Zorillo de San Martín à Frey Bentos.en

Le pont porte le nom de José de San Martín, figure majeure de la lutte pour l'indépendance en Argentine, au Chili et au Pérou. Ce viaduc a été officiellement inauguré le 16 septembre 1976 et, dès le lendemain, il a été ouvert au trafic automobile. il s'agit également d'un pont à péage.